# Trigonia villosa
Espèce
Synonymes
- Trigonia cepo Cambess.
- Trigonia mollis DC.
- Trigonia villosa var. cuneata DC.
- Trigonia villosa var. oblonga DC.
- Trigonia villosa var. obtusata DC.[3]

Classification APG III (2009)
Trigonia villosa est une espèce de plantes à fleurs de la famille des Trigoniaceae. C'est une liane ligneuse que l'on trouve en Guyane.
Trigonia villosa Aubl. est l'espèce type du genre Trigonia Aubl..

## Histoire naturelle
En 1775, le botaniste Aublet propose la diagnose suivante : 

« 1. TRIGONIA (villoſa) foliis ovatis integerrimis, fructu longo rufeſcente. {Tabula 149.)
Frutex, caules plures e radice emittens ſarmentofos, ramoſos, nodoſos, tomentoſos, ferrugineos, volubiles, ſuprà arbores vicinas expanſos. Folia oppoſita, ovata, acuta, integerrima, ſupernè viridia, infernè ſubvilloſa, cinerea, nervis ferrugineis notata, petiolata, ad baſim stipule binæ, breves, latiuſculæ, acutæ, decidual. Flores paniculati, terminates, ramulis oppoſitis; floribus ſpicatis, ſubverticillatis, ſingulis ad baſim ſquamula munitis.
Floret fructumque ſert variis anni temporibus.
Habitat in territorio Aroura & variis locis Guianæ, ad margines pratorum & viarum. »

« LE TRIGONIER velu. (PLANCHE 149.)
Cet arbrisseau jette des branches qui s'étendent ſur les arbres voiſins, & ſe roulent ſouvent autour de leurs rameaux. Ses jeunes pouſſes ſont couvertes d'un poil rouſſâtre. L'écorce du tronc eſt rouſſâtre, & comme pointillée ; ſon bois eſt dur & ſarmenteux, & n'a tout au plus qu'un pouce de diamètre. Ses feuilles naiſſent deux à deux & oppoſées, ayant chacune à leur baſe deux stipules très courtes, larges à leur naiſſance, aiguës à leur ſommet. Ces quatre ſtipules tombent, & à l'endroit qu'elles occupoient, il reſte un bourrelet. Les feuilles ont un pédicule long d'environ un demi-pouce. Elles sont ovales, un peu plus larges & plus arrondies vers le haut, terminées par une très petite pointe ; elles sont cendrées, & velues en dessous avec des nervures saillantes, couvertes d'un poil ras, roussâtre, & vertes en dessus. Elles sont représentées de grandeur naturelle dans la figure. 
Les fleurs naissent à 1'extrémité des rameaux en panicules composées de plusieurs épis qui sont posés sur la tige qui les porte. Ces épis sont formés par des anneaux de deux, trois & quatre fleurs soutenues par une foliole ou par une écaille. 
Le calice est d'une seule pièce, découpé profondément en cinq parties inégales, vertes, dont les trois inférieures sont réunies, & les deux supérieures sont écartées. 
La corolle est de cinq pétales irréguliers. Le supérieur est relevé, jaunâtre, & forme deux cavités vers son onglet qui est velu, & d'un jaune doré. Les deux latéraux s'écartent, ils sont plus longs, plus étroits & jaunâtres ; les deux inférieurs sont réunis par le haut, de couleur rouge, ils renferment les étamines & le pistil. 
Les étamines sont réunies, & forment une gaine qui se partage en dix & quelquefois onze filets, dont trois, cinq & sept n'ont souvent point d'anthères. Les anthères sont jaunes, de forme ovale, avec un sillon dans le milieu. 
Le pistil est un très petit ovaire, hérissé & entoure d'un poil blanc, surmonté d'un style très court & recourbe ; le stigmate est arrondi & borde d'un petit feuillet. 
L'ovaire en murissant devient un fruit triangulaire, termine en pointe, de trois pouces & plus de longueur, & d'environ un pouce de diamètre. Ce fruit eſt une coque triangulaire, couverte extérieurement d'un duvet rouſſâtre. Elle s'ouvre en trois valves de bas en haut. 
Ces valves ſont attachées d'un bout a l'autre a un filet intermédiaire ; dont elles s'écartent en s'ouvrant : elles ſont compoſées de deux lames i l'extérieure eſt une peau coriace, l'intérieure eſt membraneuſe, liſſe en ſa face externe, & tapiſſée à ſa face interne d'une couche d'environ une ligne d'épaiſſeur d'une matière comme ſoyeuſe, d'un roux fonce. Cette coque na qu'une loge, & contient plusieurs semences rondes, enveloppées d'une ouate roussâtre très fixe & douce au toucher. 
Cet arbrisseau croît au bord des sentiers des terrains défrichés, et sur les bordures des bosquets des savanes, & particulièrement dans les environs de la paroisse d'Aroura qui est dans la terre fermé de la Guyane. »